# Mike Jensen (Fußballspieler)
Mike Lindemann Jensen (* 19. Februar 1988 in Kopenhagen) ist ein dänischer Fußballspieler, der aktuell beim HB Køge unter Vertrag steht.

## Karriere

### Verein

#### Zwischen Brøndby IF und Malmö FF (bis 2013)
Jensen spielte seit seiner Kindheit bei Brøndby IF. 2005 kam er in die zweite Mannschaft des Vereins und nach einem weiteren Jahr in die Profimannschaft. Sein Profidebüt gab er in der Superliga am 13. August 2006 im Spiel gegen Randers FC (1:1), als er in der 85. Minute für Martin Ericsson eingewechselt wurde. Am 28. September 2006 machte er sein erstes Spiel im Europapokal im Erstrunden-Rückspiel des UEFA-Pokals gegen Eintracht Frankfurt (2:2); er wurde in der 86. Minute für Thomas Rasmussen eingewechselt. In der Liga kam er in der Saison 2006/07 zu elf Einsätzen. Dabei erzielte er sein erstes Tor als Profi beim 3:1-Sieg über Silkeborg IF. In der folgenden Saison kam er zu 13 Einsätzen.
Im Sommer 2008 wechselte Jensen für ein halbes Jahr auf Leihbasis zum schwedischen Erstligisten Malmö FF und kam zu zehn Einsätzen. Nachdem Ende des Leihvertrages ging er zurück nach Brøndby und fand sich erneut auf der Ersatzbank wieder, wurde in der Saison 2009/10 aber zum Stammspieler. Er scheiterte in der Qualifikation zur Europa League 2010/11 mit der Mannschaft in den Play-offs an Sporting Lissabon.

#### Erfolgreiche Jahre in Norwegen
Nachdem sich Brøndby IF und Jensen zu Beginn des Jahres 2013 nicht über eine Vertragsverlängerung einig geworden waren, wechselte er im Februar 2013 zum norwegischen Rekordmeister Rosenborg BK. Am 17. März 2013 absolvierte er bei der Auswärtspartie am ersten Spieltag gegen Odds BK sein erstes Spiel für die Trondheimer und erzielte dabei in der 71. Spielminute mit dem 1:0-Siegtreffer sein erstes Tor für seinen Verein. Mit Rosenborg BK qualifizierte Jensen sich regelmäßig für die Europa League und die Champions League, kam bisher aber nicht über die Gruppenphasen hinaus. In den Saisons 2015, 2016 und 2017 wurde er mit der Mannschaft norwegischer Meister, 2015 zudem Pokalsieger.
Seit 2015 war er Mannschaftskapitän. Sein Vertrag lief bis 2021.

#### Weiter nach Zypern und Rückkehr in die Heimat
Im Winter 2020, also nach Abschluss der Saison in der Eliteserien, wechselte Jensen nach Zypern und läuft dort für die APOEL Nikosia auf. 2021 wechselte er zum HB Køge.

### Nationalmannschaft
Jensen absolvierte sechs Partien für die dänische U16-Nationalmannschaft, 27 für die U17, vier für die U18-Auswahl, 15 für die dänische U19-Nationalmannschaft und vier für die U20-Auswahl. Er gehörte im Sommer 2011 zum Kader der U21-Nationalmannschaft bei der Europameisterschaft in Dänemark und kam in allen drei Partien seiner Mannschaft zum Einsatz; die dänische U21 schied nach der Gruppenphase aus. Insgesamt absolvierte er 27 Spiele (drei Tore) in dieser Altersklasse.
Jensen lief erstmals für die dänische A-Nationalmannschaft am 11. August 2010 in einem Freundschaftsspiel in Kopenhagen gegen Deutschland auf.

## Erfolge
- Royal League: 2007
- Dänischer Pokalsieger: 2008
- Norwegischer Meister: 2015, 2016, 2017, 2018
- Norwegischer Pokalsieger: 2015, 2016, 2018